# Mélès de Lydie
Mélès (en grec ancien Μήλης) est un roi semi-légendaire de Lydie. Il appartient à la dynastie des Héraclides et a régné dans la deuxième moitié du VIIIe siècle av. J.-C. Il aurait succédé à Alyatte Ier et il est, selon certains, le prédécesseur de Candaule.

## Règne de Mélès
D'après une partie de la tradition, Mélès fut le vingt-et-unième et avant-dernier roi de la dynastie lydienne des Héraclides, descendant d'Alcaios, un des fils d'Héraclès. Il aurait pris la succession de son père Alyatte Ier en 745 av. J.-C. et régné jusqu'en 733 av. J.-C., date à laquelle son fils Candaule lui succéda.
Cependant, chez Hérodote, le père de Candaule est appelé Myrsos. Selon la Chronique d'Eusèbe de Césarée, le règne de Myrsos se situerait entre celui de Mélès et celui de Candaule.
Nicolas de Damas rapporte que Mélès se serait exilé à Babylone durant trois ans et aurait confié pendant ce temps le pouvoir à un certain Sadyatte, fils de Cadys, pour expier un meurtre commis dans son royaume contre Dascylos, un membre de la famille des Mermnades ; ce meurtre impie avait entraîné une famine dans le royaume et un oracle avait déclaré qu'il devait être expié.

## La légende du lion de Sardes
Hérodote raconte que Mélès fit faire le tour de Sardes, sa capitale, au lion que l'une de ses concubines avait enfanté ; l'oracle de Telmessos lui avait en effet annoncé que, si la ville était ainsi encerclée, elle serait inviolable. Mais il négligea de faire faire au lion un tour de la ville absolument complet, même du côté le plus escarpé de l'acropole. C'est en passant par là que les troupes de Cyrus, roi de Perse, s'emparèrent de Sardes en 546 av. J.-C.
C'est là un des plus beaux exemples de la valeur magique que les astydromies (circumambulation autour d'une ville) pouvaient prendre dans la civilisation hellénique : un encerclement protecteur.